# Carta de uso e ocupação do solo
A carta de uso e ocupação do solo é uma ferramenta indispensável em estudos ambientais, na tomada de decisão em ordenamento e planejamento do território, e na definição de políticas de gestão de recursos naturais.
Com esta cartografia, pode-se medir a extensão e distribuição de classes de ocupação do solo, analisar a interação com outras classes, identificar locais próprios para certas atividades e planear para o futuro. Simultaneamente, estes dados servem de informação de base para a produção de informação mais complexa sobre outros temas.